# VIA (非営利団体)
VIA（Volunteers in Asia）は、1963年に設立された米国の非営利団体(正確には501(c)団体)であり、米国-アジア間の理解を増進することを目的としている他、デザイン思考、ソーシャル・イノベーションに関するプログラムを実施している（現在のプログラムを参照）。
VIAはサンフランシスコを拠点に2種類のプログラムを提供している。VIAのアジアプログラムは米国人にアジアで生活・ボランティアをする機会を提供している。一方でVIAは複数週にわたって東アジアの大学生たちを米国で受け入れるプログラムも開催している。

## 歴史
VIAは大学生を主体とする青年たちによって、米国で社会変化が激しかった1960年代に設立された。多くの国を巻き込んだ2つの大戦を経て、平和と繁栄を享受しながらも共産主義の台頭におびえる中で、1960年代の米国人たちは国際社会について理解するべきだと考えるようになった。米国政府が米国人を海外にボランティアとして派遣する平和部隊 が設立され大きな成功を収めたのはこの時代である。米国-アジア太平洋地域間の理解を促進する機関であるハワイのイースト・ウエスト・センターが米国議会によって作られたのもこの時期である。規模は比較的小さかったものの、VIAも米国人とアジア人をつなげるために様々な教育・交流の機会を設け、政府や宗教団体と関係なく成し遂げられた。
ベトナム戦争の終わりにVIAは学部生用の夏季プログラムと大学卒業者向けの2年プログラムを立ち上げた。プログラム参加者の募集はサンフランシスコ内の他大学の学生にも拡大され、1990年代後半には米国全体に募集が広がった。ボランティアはこれまで15のアジア諸国に派遣された。派遣先は
- バングラデシュ
- 中国
- 香港
- マカオ
- 台湾
- インドネシア
- 日本
- 韓国
- ラオス
- ネパール
- フィリピン
- スリランカ
- ベトナム

である。
1970年代にVIAはアジア人学生たちを米国文化に触れさせるプログラムを追加した。元々はTrans-Pacific Exchange（環太平洋交流）とよばれ、現在ではVIA Stanford Programs と称されている。最も長く続いているのがAmerican Language and Cultureであり、毎年夏に150人以上の学生たちを受け入れている。参加者は日本、台湾、シンガポール、韓国、中国から来ている。VIA Stanford Programsは様々なテーマを掲げてきたが、いずれも参加者たちに地球市民として活躍するための語学・文化的スキルを与えることを目的としている。

## スタンフォード大学との関係
VIAは長年にわたりスタンフォード大学と協力関係を作り上げている。決して大学のプログラムではなかったが、VIAは当初スタンフォード大学の学生プロジェクトとして始まり、スタンフォード大学の学生のみ参加可能であった。また四半世紀以上にわたり、VIAの拠点はスタンフォード大学構内にあった。2006年にVIAの拠点はサンフランシスコに移ったが、VIAはスタンフォード大学の施設をVIA Stanford Programsのために使い続け、参加者をスタンフォード大学内から募集しており、学内に支部を持ち続けている。それでもなおVIAは完全に独立した存在であり続け、これからもそうであろうとしている。

## 現在のプログラム
米国在住者に対してVIAは1年または2年にわたるアジアでのボランティア経験を提供している。主な派遣先は
- カンボジア
- 中国
- インドネシア
- ラオス
- ミャンマー
- タイ
- ベトナム

である。また、夏の文化交流プログラムは中国、インドネシア、ベトナムで開催されている。スタンフォード大学の学生たちはホストもしくは学生コーディネーターとして参加できる。
日本、台湾、韓国、中国在住者に対しては春にExploring Health Care and Serving American Community・Design Thinking for Social Innovation、夏にAmerican Language and Culture・Asia-US Service Learning・Exploring Social Innovationなどを提供している。

## 過去のプログラム
過去にはXSEL (Exchange for Social Entrepreneurs and Leaders) という社会企業家・リーダーシップ養成プログラムを開催していたことがある。

## 日本国内での活動
VIAはプログラム開催に先立って日本にスタッフを派遣して慶應義塾大学をはじめとした日本各地の大学でプログラム説明会を毎年行っている。設立55周年にあたる2018年には東京で大規模な同窓会を開催した(同様の会合はアジア各地で行われている)。